# アサヌマ理紗
アサヌマ 理紗（あさぬま りさ、1991年8月23日 - ）は、日本の女優。両親は岩手県出身のため出生地は岩手県釜石市、出身地は宮城県仙台市。株式会社G-STAR.PRO所属。

## 経歴
地元仙台でフリーペーパーの挿絵や古着屋の壁画を描いていた。大学卒業後、アパレル企業のOLを経て2015年に女優デビュー。2020年に第4回エミィ賞グランプリにおいて、優れたコメディ女優に贈呈のエミィ賞が贈られた。

## 人物
- 趣味はお笑い、料理、英会話の勉強、手話の勉強、ウクレレ、パスタ。
- 特技は似顔絵・イラストを描くこと、絵本作り、テレフォンアポイント。
- 普通自動車免許、仏語検定5級、秘書検定3級、認定心理士の資格を持っている。

## 出演

### テレビドラマ
- 2024 「ビジネス婚 -好きになったら離婚します」第4話（2024年6月14日、MBS)
- 2023 日曜劇場「下剋上球児」第7話 コンタクトレンズ店員役（TBS）
- 2023 「ブラザートラップ」第7話 看護師役（TBS）
- 2022 「雪女と蟹を喰う」第6話 母親役（TX）
- 2021 「孤独のグルメ」Season9 第2話（7月17日、テレビ東京）- 愛の母 役
- 2020 「戦国炒飯TV 〜なんとなく歴史が学べる映像〜」（TOKYO MX 等） - キャバ嬢 ミナミ役
- 2020 「CODE1515」第5話（BSフジ）
- 2018 「スター☆ジャン～神～」 - 小田原睦実役 （TVK）
- 2018 「ソレダメ!～あなたの常識は非常識!?～」 VTR （TX）
- 2018 「有田哲平の夢なら醒めないで」 VTR （TBS）
- 2016 「覚悟はいいかそこの女子。」 1･2話 購買部の人役 （MBS/TBS）
- 2016 「クイズやさしいね」 VTR
- 2015 「ドラえもん母になる～大山のぶ代物語～」カップル役(EX)
- 2015 「行列のできる法律相談所」 VTR

### 映画
- 2025 中島哲也監督「時には懺悔を」
- 2025 日向寺雅人監督「満天の星の下で」八代桃子役[2]
- 2024 小林且弥監督「水平線」
- 2023 山本透監督「有り、触れた、未来」保育士役
- 2022 外山文治監督「茶飲友達」鶴田智美役
- 2021 DIVOC-12 志自岐希生監督作品短編映画「流民」会社員役
- 2019 「海蛍」 - 主演・真耶役 （東放学園映画専門学校）
- 2018 さぬき映画祭ショートフィルムグランプリ作品 「HELP!」 - エリカ役

### 舞台
- 2025 劇団PU-PU-JUICE 第31回公演「竜馬を殺す」[3]
- 2024 艶∞ナイトポリス「またしても角刈りのカリスマ 〜美容院で観る演劇〜」[4]
- 2024 熟年団「チェリー・ホープを知ってるかい。」[5]
- 2024 艶∞ナイトポリスVol.3「見上げたらメンチカツ」那須又玲美役
- 2024 新歌舞伎座開場65周年記念 新春 純烈公演「ハリウッドスターになりたくない！」メアリー、リリー、ヘアメイク役他
- 2023 艶∞ナイトポリスVol.2「角刈りのカリスマ」能一亜紀役
- 2023 明治座9月純烈公演「ハリウッドスターになりたいくない！」メアリー、リリー、ヘアメイク役他
- 2023 艶∞ナイトポリスVol.1「生意気なからあげ」サケキチ役
- 2023 艶∞ポリス 「恥ずかしくない人生」津田好実役
- 2021 「夢会～yumekai～」脚本構成・演出　司会者役
- 2021 泊まれる演劇 In Your Room 『ROOM 103』 - 音川組子役
- 2020 ニコルソンズオンライン劇場「こちらトゥルーロマンス株式会社～在宅ワーク編～」 - 山根役
- 2020　渋谷ニコルソンズ「お通夜イレブン」 - 伊達役
- 2018 「アルセーヌ・ルパン」 - アリス・ジャーランド役
- 2018 「ハイドレインジャー」 - ツバキ役
- 2017 「カラフル」 山下加奈子役

### 広告
- 2024 アサヒビールドライWEBCM「暑気払いに生ジョッキ缶！篇」
- 2024 ライブコミュニケーションアプリPococha「宣言篇」
- 2023 ホットヨガスタジオLAVA「LOVE？LAVA！女子会篇」
- 2020 ケロッグ オールブラン 「あがれ、腸能力。」 ～スッキリの腸能力篇～
- 2019 エムズカタログ 「MS Uniform Collection Vol.12」
- 2018 松竹梅白壁蔵 「澪・あなたも澪パ」 秋冬篇
- 2018 多摩電子工業 「tama’sの男」
- 2018 Ban 汗ブロック 「ワキ汗、出るまえブロック」 篇
- 2017 ボシュロムジャパン 「バイトゥルー」 WEBCM
- 2017 Combi株式会社 competイメージモデル
- 2016 プロミス
- 2014 イチオク WEBモデル

### 配信
- 2024 YONA YONA WEEKENDERS 配信シングル「Lively Chiristmas」Music Video 友人役
- 2023 「ショートミッドナイト☆ミッドスター」第4話　第6話　第7話 トラックの運ちゃん役
- 2023  鳥貴族ホールディングス新卒採用ショートムービー
- 2022  YouTubeチャンネル カジサック「チームスタッフが会議に彼女を連れて来ました…」彼女役
- 2021「Re:名も無き世界のエンドロール 〜Half a year later〜」（dTVドラマ）
- 2019「愛なき森で叫べ」(Netflix）

### ラジオ
- 2024 J-WAVE「ALL GOOD FRIDAY」
- 2016 レインボータウンFM 「スウィートアフタヌーン」 - レギュラーアシスタント

### その他
- 2025 「金YO!瓦BAN」（IBC岩手放送）旅人
- 2023 「恋するアテンダー」(ABEMA)
- 2023 「小田井涼平のレトロマングルメ」レギュラー
- 2022 「川島・山内のマンガ沼」4コママンガ王決定戦（ytv）
- 2018 東京障がい者スポーツ WEBドラマ 「ステップ バイ ステップ」 - 今井エリナ役